# Такао Сузуки
Такао Сузуки (јап. 鈴木貴男; Сапоро, 20. септембар 1976) јесте бивши јапански тенисер. Најбољи пласман на АТП листи у синглу му је 102. место, а у конкуренцији парова 119. место.

## Каријера
Сузуки је достигао свој највиши пласман 102. место на свету 1998. и укупно зарадио 729.355 долара у каријери. Познат је по својој игри у четвртфиналу против Роџера Федерера на Отвореном првенству Јапана 2006. године, када је успео да добије први сет, али је на крају изгубио с резултатом 4 : 6, 7 : 5, 7 : 6(3). Њихов једини претходни заједнички меч био је на Отвореном првенству Аустралије у тенису 2005, када је Сузуки изгубио од Федерера у три сета (6 : 3, 6 : 4, 6 : 4) још у другој рунди.
Такао Сузуки је у периоду од 1995. до 2011. био члан јапанске Дејвис куп репрезентације. Учествовао је и на Летњим олимпијским играма 1996. у Атланти. Играо је у пару са земљаком Сатошијем Ивабучијем. Испали су у другом колу од шпанског пара Серђи Бругера и Томас Карбонел (7 : 6(1), 2 : 6, 5 : 7).

## АТП финала

### Парови: 1 (1:0)
| Легенда                        |
| ------------------------------ |
| Гренд слем турнири (0:0)       |
| Завршно првенство сезоне (0:0) |
| АТП мастерс 1000 (0:0)         |
| АТП 500 (1:0)                  |
| АТП 250 (0:0)                  |

| Финала по подлози |
| ----------------- |
| Тврда (1:0)       |
| Шљака (0:0)       |
| Трава (0:0)       |

| Финала по локацији |
| ------------------ |
| Отворено (1:0)     |
| Дворана (0:0)      |

| Исход    | Бр. | Датум            | Турнир       | Подлога | Партнер        | Противници             | Резултат             |
| -------- | --- | ---------------- | ------------ | ------- | -------------- | ---------------------- | -------------------- |
| Победник | 1.  | 9. октобар 2005. | Токио, Јапан | Тврда   | Сатоши Ивабучи | Симон Аспелин Тод Пери | 5:4(7:3), 5:3(15:13) |